# San Leonardo de Porto Maurizio en Acilia (título cardenalicio)
San Leonardo de Porto Maurizio en Acilia es un título cardenalicio de la Iglesia Católica. Fue instituido por el papa Francisco en 2016.

## Titulares
- Sebastian Koto Khoarai, O.M.I., (19 de noviembre de 2016-17 de abril de 2021)[1]
- Leonardo Ulrich Steiner, O.F.M. (27 de agosto de 2022)